# Vedplanter
En vedplante er en plante, som vokser i tykkelsen ved at den har et vækstlag, inderbarken eller kambiet, som danner ved indad og bark udad. De små vedplanter er dværgbuske og buske, mens de store er træer, og de klatrende er slyngplanter.

## Ved
Ved er et stabiliserende materiale, som vedplanter danner. Derfor kaldes processen fra det urteagtige skud til den træagtige gren eller stamme for "forvedning", og planter, som har været igennem processen, kaldes "forveddede"". Veddet består i første omgang af cellulose, men det bliver senere forstærket ved indlejring af hemicellulose og lignin. Veddet giver planterne den nødvendige styrke til at bære deres egen vægt og den belastning, der opstår under påvirkning af vind, snetryk og vandoptagelse. På den måde er veddet forudsætningen for, at de høje stauder, buske og træer har kunnet udnytte sollyset helt uden konkurrence fra andre planter.
Cellulosen giver veddet trækstyrke, mens ligninet giver det trykstyrke. Dette forhold er baggrunden for, at mennesker har brugt ved i snart sagt alle konstruktioner siden historiens begyndelse: redskabsfremstilling, møbelfremstilling, husbygning, skibsbygning, vejanlæg, havnekonstruktion, osv. Desuden er veddet meget energirigt, og da energien kan frigøres ved at antænde veddet, har det været brugt som varmekilde i alle mulige sammenhænge.